# Adam Kendon
Adam Kendon (Londra, 4 aprile 1934 – 14 settembre 2022) è stato uno psicologo inglese, noto per i suoi studi sul linguaggio dei gesti, come influiscono sulla lingua parlata e come hanno influito sull'origine della lingua.

## Biografia
Figlio di Frank Kendon, ha studiato biologia e psicologia sperimentale all'Università di Cambridge e all'Università di Oxford e  come argomento di tesi ha approfondito “La condotta della comunicazione nell'interazione faccia a faccia”.
Al 2011 era curatore della rivista GESTURE, pubblicata dal 2001 da John Benjamins a Amsterdam.

## Attività di ricerca
Il suo primo oggetto di studio fu il sistema di segni aborigeni in Papua Nuova Guinea  e Australia con lo stesso tipo di analisi semiotica applicata al linguaggio parlato. Inoltre ha lavorato anche negli Stati Uniti e in Italia per analizzare l'interazione faccia a faccia, infatti nel 1991 svolse una ricerca in Campania sulla gestualità.
Nel 2000 fece una traduzione inglese di un trattato di Andrea de Jorio del 1832 sulla gestualità napoletana intitolato: Gesture in Naples and Gesture in Classical Antiquity.

### Contributo nella sociologia
Nel 1988 Kendon pubblica un articolo Erving Goffman’s approach to the study of face-to-face interaction' in cui riporta alcuni concetti elaborati da Erving Goffman che ritiene molto importanti e alla base di uno studio completamente integrato dell'interazione. Vuole dimostrare ai suoi contemporanei che esistono diverse componenti del comportamento umano, importanti e significative che durante le analisi e l'osservazione delle interazioni non vengono prese in considerazione. Per questo motivo vuole approfondire e continuare gli studi iniziati da Erving Goffman, per avere una visione integrata dell'interazione. 
Tra i maggiori contributi riconosciutigli da Kendon, troviamo innanzitutto il considerare le interazioni con uno studio autonomo perché le situazioni sono governate da regole e norme situazionali proprie. Bisogna analizzare come ogni individuo si relaziona con l'altro, cosa che è sempre stata vista in chiave psicologica senza considerare le relazioni con lo studio sull'interazione e si valutava solo la finalità di una conversazione e non gli strumenti utilizzati. Come conseguenza dei suoi studi è emerso che in ogni interazione ogni piccolo aspetto deve essere preso in considerazione ed egli ritiene molto importante l'osservazione delle conversazioni in maniera naturale e anonima nei luoghi aperti.
Altro contributo di Goffman è la terminologia da lui ideata che ci permette di parlare della comunicazione come una vera e propria materia. Per questo Kendon dichiara che Goffman ha gettato le basi per la teoria sull'interazione faccia a faccia, trasformandola in una vera e propria disciplina con i relativi termini specifici e rendendola oggetto per una futura investigazione sempre più dettagliata. Ciò che egli vuole approfondire è la generalità delle teorie affermate da Goffman.
Oltre a queste considerazioni nell'articolo del 1988 Kendon discute alcuni dei lavori di Goffman iniziando dal concetto di ordine dell'interazione precedentemente dichiarata una disciplina autonoma e una branca a parte della sociologia. Questa nozione, ossia l'insieme di principi morali che regolano la vita di una data comunità ricorre in molte opere del sociologo canadese come Interaction Ritual, Relations in public, Behavior in Public Place. In Interaction Ritual viene sottolineata l'importanza della comunicazione non verbale, l'insieme di gesti, sguardi, atteggiamenti e affermazioni verbali che i partecipanti producono in continuazione consapevolmente e non. L'aspetto da prendere in considerazione non è la psicologia dell'interazione ma l'organizzazione sociale.
L'approccio sviluppato da Kendon partendo dai lavori del suo maestro è la visione integrata del processo di interazione, l'organizzazione dell'attività corporea e il ruolo del processo interattivo insieme agli enunciati orali. Nelle sue opere e saggi approfondisce le teorie di Goffman con uno studio più applicativo e pratico tentando di analizzare la struttura del comportamento comunicativo.